# Chrząstowo (województwo pomorskie)
Chrząstowo (kaszub. Chrząstowò, niem. Christfelde) – wieś w Polsce położona w województwie pomorskim, w powiecie człuchowskim, w gminie Człuchów przy drodze krajowej nr 22. Wieś jest siedzibą sołectwa Chrząstowo w którego skład wchodzi również miejscowość Chrząstówko.
Wieś królewska starostwa człuchowskiego w województwie pomorskim w drugiej połowie XVI wieku. W latach 1973–1976 miejscowość była siedzibą gminy Chrząstowo. W latach 1954–1972 wieś należała do gromady Chrząstowo, a do 1961 była jej siedzibą. W latach 1975–1998 miejscowość administracyjnie należała do województwa słupskiego.
Inne miejscowości o nazwie Chrząstowo: Chrząstowo, Chrząstów